# Géranium (groupe)
Pour les articles homonymes, voir Géranium.
Géranium est un groupe de musique folk français, originaire de Mulhouse, en Alsace.

## Biographie
Le groupe Géranium s'est formé pendant l'année scolaire 1974—1975 à Mulhouse, avec quatre musiciens et amis de lycée,. Le musicien et chanteur Daniel Muringer fait partie de ces membres fondateurs. Pendant leurs années lycée, les membres s'inspiraient de groupes comme Simon and Garfunkel, Bob Dylan et autres issus du folk anglo-saxon. Géranium fera alors partie des musiciens qui participent au renouveau de la musique folk, en recherchant de vieilles chansons alsaciennes d'anciens auteurs, comme par exemple Jean-Baptiste Weckerlin, Joseph Lefftz, Louis Pinck. Géranium a chanté ces chansons en alsacien, avec un accompagnement musical joué sur d'anciens instruments. En 1975, un an après la formation du groupe, Géranium publie un premier album, intitulé Me derft se hett noch senge…, et donne plusieurs concerts.
En 1983, le groupe compte trois membres : Denis Forget, Daniel Muringer et Patrick Osowiecki. En 1984, il met au point un spectacle, Tanz Maidla Tanz, qui montre des danses traditionnelles, avec la troupe de danse Waschba Folk. Un film de ce spectacle a été tourné par France 3 Alsace. Le groupe poursuit son œuvre par le biais d'albums, de concerts et de tournées dans divers pays. En 1985, il compose La conférence des oiseaux, pour accompagner les poésies mystiques perses du même nom, et le présente à la manifestation Les Tréteaux de Haute-Alsace. Au cours des années suivantes, Géranium participe régulièrement à des spectacles et à des représentations théâtrales, comme par exemple Le Bourgeois gentilhomme (1987, à Seppois-le-Bas), Marianele, Marianele (1987, à Magstatt-le-Bas), Baroufe à Chioggia (1988, à Seppois-le-Bas), Histoire d'un paysan d'après l'œuvre d'Erckmann-Chatrian (1989, à Mulhouse), Mathis Nithart d'Émile Storck (1989, à Magstatt-le-Bas), et Le Grand printemps des Rustauds (1991, à Rixheim). Le groupe Géranium compose aussi beaucoup : Requiem du Corbeau (1991), Lieber Augustin (1991), L'Amérique, ce n'est pas le Pérou ! (1992), La Goguette de la bonne goualante (1994)...
En 2014, le groupe compte six membres : Marc Bernardinis, Marc Dietrich, Daniel Muringer, Catherine Nachbauer, Patrick Osowiecki et Andrzej Rytwinski. Ils jouent et chantent toujours des chansons populaires alsaciennes, mais leur répertoire s'est aussi élargi avec des chansons dans d'autres langues et des instruments variés, parfois même exotiques. Le 5 mars 2016, le groupe fête ses 40 ans d'existence avec un concert à la Maison de Culture Populaire de la Cité de Mulhouse.

## Style musical
Le groupe a été formé dans le but de présenter plus particulièrement des chansons populaires traditionnelles d'une manière rythmée et moderne. La plupart de leurs textes et chants sont en alsacien. Lors d'un entretien à France 3 en 2019, Muringer, cofondateur du groupe, explique que « l'alsacien doit être entendu, lu, vu et parlé avec l'allemand, sinon la langue de l'Alsace, ne survivra pas. »

## Discographie
- 1975 : Me derft se hett noch senge… (Prodisc)
- 1976 : Uff d’Kiwla zue (Arfolk)
- 1978 : Tanz Maidla tanz (Géranium & Cie, Escalibur)
- 1981 : Morgarot (Omega Studio)
- 1983 : Hampelmann (EMA Prod.)
- 1985 : Tanz Maidla Tanz (Géranium & Waschba Folk, EMA Prod)
- 1988 : Histoire d’un paysan
- 1990 : Le Requiem du Corbeau
- 1993 : Cantate des peuples d’Europe
- 2003 : Fresch Uff
- 2006 : Goethe im Elsass (d'après les douze chansons populaires notées par Goethe en Alsace)
- 2009 : Winterreesla (CD et tournées régionales 2011)
- 2014 : Kriagschrìfta (écritures alsaciennes 14-18)